# 香茹
香茹（学名：Glossocardia bidens）为菊科香茹属下的一个种。可做風茹茶。